# Vatroslav Lisinski

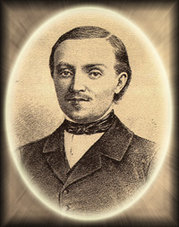
Vatroslav Lisinski

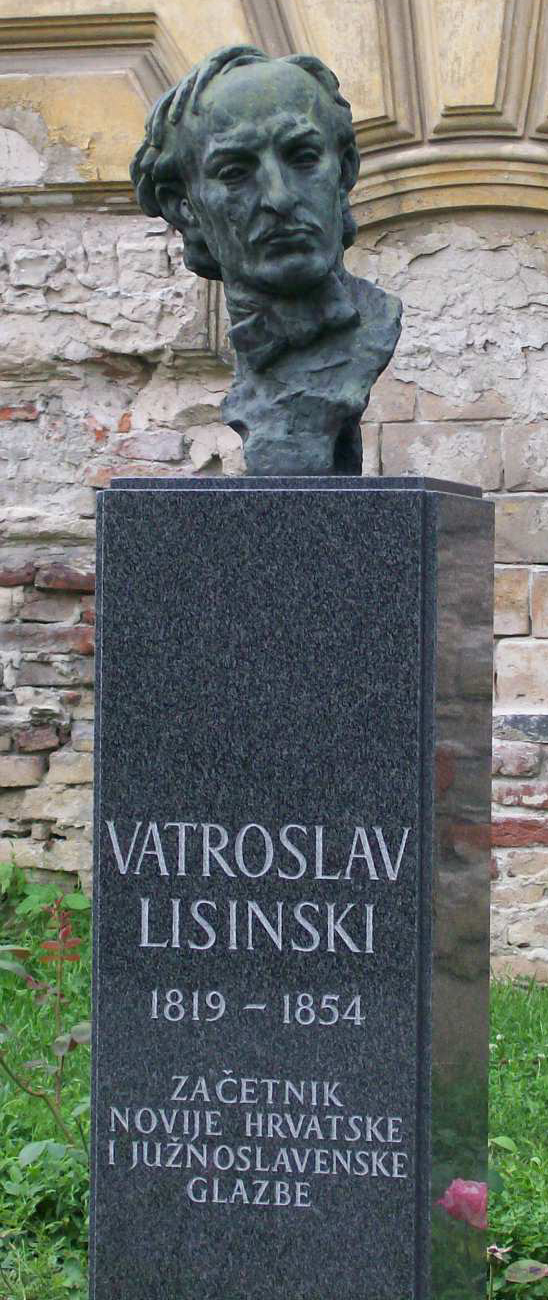
Denkmal, auf dem er als „DER BEGRÜNDER DER NEUEREN KROATISCHEN UND SÜDSLAWISCHEN MUSIK“ verewigt ist.

Vatroslav Lisinski (geboren als Ignatius Fuchs; getauft 8. Juli 1819 in Zagreb; † 31. Mai 1854 ebenda) war ein Mitbegründer der Illyrischen Bewegung und Komponist, der als solcher den nationalkroatischen Musikstil begründete.
Lisinski entstammte der deutschsprachigen jüdischen Familie Fuchs und slawisierte seinen Namen im Jahr 1850. Er komponierte 1846 die erste kroatische Oper „Ljubav i zloba“ (Liebe und Arglist). Die vermutlich bekannteste Oper von Lisinski ist „Porin“ aus dem Jahr 1851. Er komponierte auch weitere zahlreiche Werke für Orchester, Chor und Solisten.
Nach seinem Tod wurde er auf dem Mirogoj-Friedhof in Zagreb beigesetzt.